# Kurt Janthur
Kurt Janthur (* 27. August 1908 in Frankfurt am Main; † 23. Mai 1995 in Wiesbaden) war ein deutscher Jurist, Förster und Politiker.

## Leben
Als Sohn eines Drogerie-Besitzers, studierte Janthur nach dem Besuch des Frankfurter Goethe-Gymnasiums Rechtswissenschaften in Freiburg im Breisgau und Frankfurt. Während seines Studiums wurde er 1927 Mitglied der Freiburger Burschenschaft Teutonia. Zum 1. Oktober 1931 trat er der NSDAP bei (Mitgliedsnummer 661.264) und schloss sich im selben Jahr auch der SS an (SS-Nummer 71.251). Nach Examen und Referendariat wurde er 1935 Assessor und später persönlicher Referent des Reichsstatthalters Jakob Sprenger bei der Hessischen Landesregierung. 1938 wurde er Regierungsrat. In der Wehrmacht wurde er Fernmelder und Nachrichtenoffizier, 1939 Leutnant der Reserve in der 263. Infanterie-Division, mit der er ab 1939 am Zweiten Weltkrieg teilnahm. Er wurde Gouverneur von Poltawa und am 1. April 1942 Landrat im Landkreis Büdingen. 1944 wurde er zum Hauptmann der Reserve und zum Major befördert. Er wurde Kompaniechef der 2. Nachrichtenabteilung und geriet nach der Ardennenoffensive 1944 in amerikanische Kriegsgefangenschaft.
1946 wurde er in die Französische Zone entlassen und arbeitete dann als Waldarbeiter in der Saiger Waldgenossenschaft. 1946 nahm er das Studium der Forstwissenschaft in Freiburg auf, das er 1949 als Diplom-Forstwirt beendete. Bis 1951 war er bei der Außenstelle Freiburg der französischen Besatzung als Kaufmann tätig, bevor er seine eigene Firma COMEUROP gründete. Er wurde später Hauptgeschäftsführer des Hessischen Waldbesitzerverbandes für die nichtstaatlichen hessischen Forsten. Er wurde Forstdirektor. Er engagierte sich im Traditionsverband der 263. Division, mit dem er unter anderem Treffen mit dem einstigen Gegner der 32. französischen Infanterie-Brigade organisierte.

## Ehrungen
- Silberne Ehrenplakette des Hessischen Forstministeriums